# 元和县
元和县是清朝时江苏省苏州府所辖的一个县。
雍正二年（1724年），由于苏州府长洲县人口、赋税繁多，分出其南部设立元和县，辖境北起阳澄湖，东南抵甪直、陈墓、周庄，相当于今苏州市古城区东南部及工业园区，与吴县、长洲县同治于府城内。1912年（民国元年）撤废，并入吴县。
元和县县丞于乾隆二十六年（1761年）移驻甪直镇，道光二十八年（1848年）再移驻章练塘镇（插花地，今上海市青浦区练塘镇）。
元和县还下设周庄巡司，1761年自甪直镇移驻周庄镇（今属昆山市）。